# Ernesto Morales
Ernesto Morales (Lima, Perú, 17 de mayo de 1925 - ib., julio 2008) fue un futbolista peruano. Jugaba de delantero y fue parte de la selección peruana en los Campeonatos Sudamericanos de 1947 y 1949. Era hermano de José, Julio y Roberto Morales, también futbolistas.

## Trayectoria
Morales se inició futbolísticamente en el club Porvenir Miraflores. Posteriormente y de forma paralela se integró en las divisiones inferiores de Atlético Chalaco. Debutó en el primer equipo en 1948.
En 1951 fue transferido al Once Deportivo (hoy once caldas) en Colombia. 
Tras la prefoliación del futbol peruano, fue tentado por diversos clubes nacionales. Finalmente, ese mismo año Morales firmó un contrato por dos años con el Atlético Chalaco, anunciando así su regreso al club donde se declaró hincha. En 1953 fue transferido al Club Centro Deportivo Municipal. Tras finalizar su contrato, fichó por tres años con los albos de Centro Iqueño, con la condición de que su hermano pudiese ser asistente del equipo, en su paso por el equipo marcó 23 goles.
Con los Albos destacó sobremanera en sus dos últimas temporadas 1955-56, donde fue el segundo goleador de su equipo en liga, y el quinto en la clasificación en general, también fue goleador del Campeonato de Apertura en 1956, donde su equipo fue animador. Además de cumplir una muy buena enseñanza a los nuevos valores que surgían en el club como Huaranga Daga, Juan Busanich, entre otros.
Migra a México en 1957, titulándose goleador del equipo en su primera temporada, sin embargo no tuvo la misma suerte el año siguiente. En 1958, regresa a jugar por Universitario de Deportes.
Después de rescindir contrato con el equipo crema, se desempeñó en Mariscal Castilla y Toronto Sparta de Canadá, en forma simultánea, como entrenador-jugador.
Su carrera como futbolista se redondea en 281 partidos oficiales, en los cuales anotó 102 goles, obteniendo un promedio de 0,36 goles por partido.

## Selección nacional
Fue internacional con la Selección de fútbol de Perú en 9 partidos, entre 1947 y 1956. Hizo su debut en el Campeonato Sudamericano 1947 el 9 de diciembre de ese año en la derrota 2-1 ante Chile.
También integró los planteles de la selección peruana que disputaron los Campeonatos Panamericanos de 1952 y 1956.

### Participaciones en Copa América
| Copa América                 | Sede    | Resultado |
| ---------------------------- | ------- | --------- |
| Campeonato Sudamericano 1947 | Ecuador | Quinto    |
| Campeonato Sudamericano 1949 | Brasil  | Tercero   |

## Clubes
| Club                      | País     | Temporada |
| ------------------------- | -------- | --------- |
| Porvenir Miraflores       | Perú     | 1946      |
| Atlético Chalaco          | Perú     | 1947-1950 |
| Once Deportivo            | Colombia | 1951      |
| Atlético Chalaco          | Perú     | 1951-1952 |
| Deportivo Municipal       | Perú     | 1953-1954 |
| Centro Iqueño             | Perú     | 1955-1956 |
| Tampico                   | México   | 1956-1958 |
| Universitario de Deportes | Perú     | 1958      |
| Toronto Sparta            | Canadá   | 1960      |

## Palmarés

### Campeonatos nacionales
| Título           | Club             | País | Año  |
| ---------------- | ---------------- | ---- | ---- |
| Primera División | Atlético Chalaco | Perú | 1947 |